# ROKS-2
Le ROKS-2 (en russe : Ранцевый Огнемёт Клюева — Сергеева, Rantsevy Ognemiot Kliouïeva-Sergueïeva soit « lance-flamme à sac à dos Kliouïev-Sergueïev ») est un lance-flammes utilisé par l'armée rouge durant la Seconde Guerre mondiale.
Il n'y a que très peu d'informations sur cette arme mais on sait qu'elle avait tout d'abord été confiée à des soldats normaux puis à des troupes spécialisées, elle était principalement distribué aux groupes d'assauts. L'utilisation du lance-flamme par les Russes était différente des autres nations, au lieu de servir au nettoyage de bunker ou de place forte, les Russes s'en servaient dans le rôle antichar en visant le radiateur à l'arrière du char ou les fentes d'observations, il fut utilisé lors de la bataille de Koursk lors de féroces affrontements rapprochés avec une grande efficacité.
Les Russes l'avaient conçu spécialement pour que l'arme ressemble à un fusil de fantassin Mosin Nagant grâce à une crosse et un fût en bois installé sur la lance et que le réservoir est suffisamment petit pour être dissimulable dans un sac à dos. Le système d'allumage utilisait des cartouches de 7,62 × 25 mm modifié.
Il y a eu une autre version, le ROKS-3 qui fut conçu pour être plus simple à produire où ils abandonnèrent le camouflage du réservoir en sac en dos pour un modèle cylindrique plus classique mais conservent la lance avec crosse et fût en bois.

## Sources
- secondeguerre.net